# Dagda (novads)
Dagda (łot.: Dagdas novads) – łotewski novads, funkcjonujący w latach 2009–2021.

## Historia
Novads powstało na terenach należących przed 2009 do rejonu Krasław.
W skład novadsu wchodziło miasto Dagda oraz dziesięć pagastsów: Andrupene, Andzeļi, Asūne, Bērziņi, Dagda, Ezernieki, Konstantinova, Ķepova, Svariņi i Šķaune. Jego stolicą zostało miasto Dagda.
Zlikwidowany w ramach reformy administracyjnej 30 czerwca 2021. Wszedł w całości w skład nowego novadsu Krasław.